# 凌正辉
凌正辉（1995年12月31日—），中国内地男演员，出生于广东省梅州市，毕业于北京现代音乐学院，2014年被导演许鞍华选中演出电影《黄金时代》，与汤唯、冯绍峰、王志文、朱亚文、黄轩等演员有合作。

## 作品

### 電影
- 2014年：《黄金时代》 饰 张秀珂
- 2015年：《再见，在也不见》 飾 陳俊祥
- 2017年：《很高兴遇见·你》 飾 陈丁[1][2]
- 2014年：《大象席地而坐》 飾 黎凱

### MV
- “欢动北京”迎接2022年冬奥会官方宣传片[3]

## 奖項
- 2018年度中国校园文艺榜中榜荣耀盛典：年度最受欢迎新人演员